# همام تبریزی
هُمام تبریزی (۶۱۷ ه‍.خ – ۶۹۳ ه‍.خ) شاعر صوفی عصر ایلخانان بود که آثاری به زبان‌های فارسی، عربی، آذری باستان و تاتی سروده است. او به واسطه اشعار، آموزه‌ها، پرهیزکاری و معنویت صوفیانه‌اش از ممتازترین شخصیت‌های زمان خود شمرده می‌شد.
همام بیشتر عمر خود را در شهر تبریز گذراند و در آنجا به شخصیتی صاحب نفوذ تبدیل شد. او به خاندان جوینی نزدیک شد و با حمایت سیاسی و فرهنگی آنها توانست در تبریز خانقاه (لژ صوفیانه) تأسیس کند. پس از اعدام حامی جوینی خود شمس‌الدین جوینی در سال ۶۶۲، همام توانست در کنار دیگر شخصیت‌های سیاسی هم‌عصر خود مانند رشیدالدین همدانی مورد حمایت حکمرانان ایلخانی قرار گیرد. همام در ۷۸ سالگی درگذشت و در منطقه سرخاب تبریز به خاک سپرده شد.
بیشتر اشعار دیوان او در قالب غزل است و از همان سبک و لحن سعدی شیرازی پیروی می‌کند. او همچنین دو مثنوی به نام‌های صحبت‌نامه و کتاب مثنویات سروده است. همام دوستدار سعدی شیرازی بوده و با او مکاتبه داشته، بنا بر برخی یادداشت‌ها، هنگامی که سعدی به آذربایجان سفر کرده، با همام نیز دیدار داشته است. شماری از غزلیات او بر مبنای غزل‌هایی از سعدی، بر همان وزن و قافیه و ردیف سروده شده‌اند.

## زندگی‌نامه
همام تبریزی شاعر صوفی پارسی‌زبان بود. جزئیات مربوط به دوران اولیه زندگی، محل تولد و تحصیلات او مبهم است. دیوان همام - که اندکی پس از مرگش گردآوری شد - نشان می‌دهد او در سن ۷۸ سالگی درگذشته است، بر اساس این منبع او در سال ۶۱۷ هجری خورشیدی متولد شد و در ۶۹۳ خورشیدی درگذشته است. همام بیشتر عمر خود را در تبریز، شهری در آذربایجان که بین سال‌های ۶۴۳ تا ۶۸۵ پایتخت ایلخانان مغول بود زندگی می‌کرد. او گاهی نیز به شهرهای دیگر سفر می‌کرد، مانند سفرش به بغداد و زیارت مکه.
بیشتر منابع، روایت دولتشاه سمرقندی که مدعی است همام شاگرد نصیرالدین طوسی بوده را معتبر می‌دانند. همام همچنین از شاگردان قطب‌الدین شیرازی بود و اثر مفتاح‌المفتاح توسط شیرازی به او تقدیم شده است. این اثر شرحی بود بر مفتاح‌العلوم، کتاب درسی که سراج‌الدین سکاکی تألیف کرده بود و بر بلاغت، نحو و سبک عربی تمرکز داشت. همام بعدها با گردآوری یک کتاب مدح به استاد خویش قطب‌الدین شیرازی ادای احترام کرد.
همام یک مسلمان سنی بود، او در شعری که در آن چهار خلیفه خلافت راشدین را می‌ستاید بر این موضوع صحه گذاشته است. مداحی عربی او از دو مرشد سلسله صوفی کبرویه، سعدالدین حموی و پسرش صدرالدین ابراهیم حموی، نشان می‌دهد که همام احتمالاً با این شعر مرتبط بوده است. حافظ حسین بن کربلایی معتقد است که حسن بلغاری مرشد صوفی همام تبریزی بوده است، در حالی که تذکره صحوف ابراهیم ادعا می‌کند که مرشد همام در واقع شخصی به نام سعیدالدین فرقانی بوده است. با این حال، نام هیچ‌یک از این افراد در نوشته‌های همام ذکر نشده است.
در تبریز همام تبدیل به یک شخصیت سیاسی و فکری متمایز شد. وی از نزدیکان خاندان جوینی بود و به همین واسطه از حمایت سیاسی و فرهنگی آنان برخوردار شد. همام برای تأسیس یک خانقاه (لژ صوفیانه) در تبریز توسط شرف‌الدین هارون جوینی تأمین مالی شد و از همین روی اثر «صحبت‌نامه» خود را به وی تقدیم کرده است. شمس‌الدین جوینی، پدر شرف‌الدین هارون جوینی - که وزیر اعظم ایلخانان بود - سالانه هزار دینار از خزانه دربار به خانقاه کمک مالی می‌کرد. او از همام با عناوینی مثل «نمونه‌ای برای همه انسان‌ها، سرمشق دوران … مردی بی‌نظیر در عصر خود، کامل‌ترین انسان در کل نوع بشر» یاد کرده است.
از طریق همین خانقاه بود که همام توانست وارد حلقه معنوی و ادبی نخبگان سیاسی فارسی‌زبان شود. همام در دورانی که حاکمان ایلخانی در حال اسلامی شدن بودند، نقش مهمی در فضای فرهنگی و سیاسی تبریز ایفا می‌کرد. او به‌طور مرتب غزلیاتی در مورد تلفیق مذهبی این دوره می‌سرود، به ویژه در زمان حاکم ایلخانی اباقاخان (دوره حکومت: ۶۴۳–۶۶۰). همام بعداً افتخار همراهی شمس‌الدین جوینی را در مأموریت وی در آناتولی در کنار مشاور وزیر سلطنت روم، معین‌الدین پروانه، به دست آورد. همام با دعوت از شمس‌الدین جوینی به یک مجلس باشکوه که غذاها در چهارصد بشقاب چینی سرو می‌شدند، به لطف او پاسخ داد. شمس‌الدین جوینی به اتهام اختلاس مالی در ۱۷ مهر ۶۶۲ اعدام شد. او نامه خداحافظی از خود به جای گذاشت که خطاب آن به روحانیون تبریز است و در آن به‌طور خاص به همام اشاره کرده است.

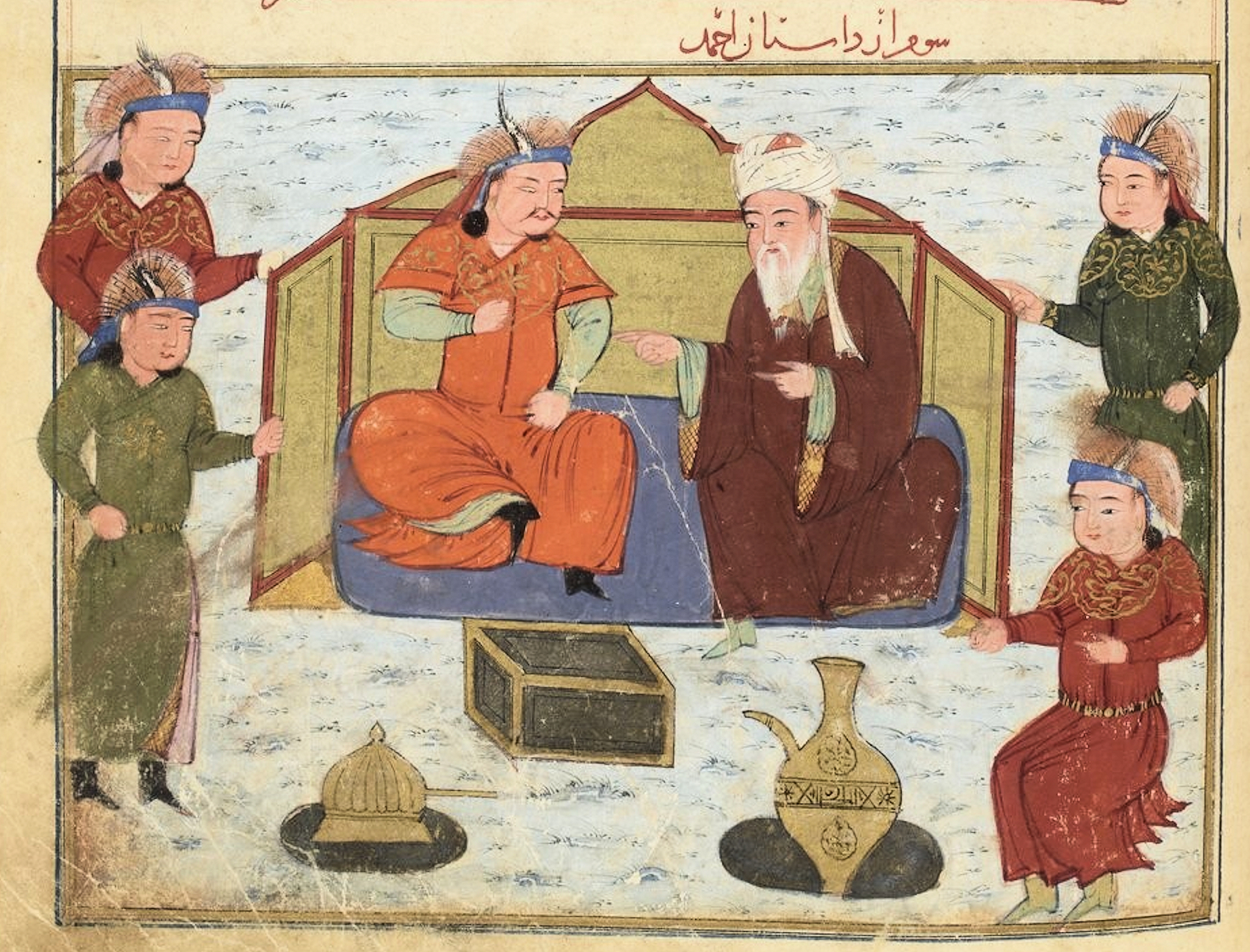
مینیاتور متعلق به قرن پانزده میلادی که تگودار و شمس‌الدین جوینی (هر دو از حامیان همام تبریزی) را به تصویر می‌کشد.

اگرچه همام به خانواده جوینی نزدیک بود، اما اعدام شمس‌الدین جوینی به حرفه او لطمه‌ای وارد نکرد. او توانست خود را به وزیر اعظم سعدالدین ساواجی و سپس رشیدالدین همدانی جانشین وزیر اعظم نزدیک کند. همام بیشتر اوقات خود را وقف رسیدگی به امورات رشیدالدین همدانی کرد. همام همچنین در میان سلاطین ایلخانی محبوب بود و توسط احمد تگودار (۶۶۲–۶۶۰)، غازان (۶۷۳–۶۸۲) و اولجایتو (۶۸۲–۶۹۴) حمایت شد.
همام در سال ۶۹۲ در سن ۷۸ سالگی درگذشت و در ناحیه سرخاب تبریز به خاک سپرده شد. رشیدالدین همدانی اندکی پس از مرگش دیوان او را که شامل شعرهای فارسی و عربی بود، گردآوری کرد. طبق گزارش دولتشاه، خانقاه همام در سال ۸۶۵ همچنان فعال بود.

## آثار
شعر همام تحت تأثیر شاعرانی چون سنایی، انوری و سعدی شیرازی بوده است. بیشتر اشعار دیوان او در قالب غزل است و از همان سبک و لحن سعدی شیرازی پیروی می‌کند. همام دوستدار سعدی شیرازی بوده و با او مکاتبه داشته، بنا بر برخی یادداشت‌ها، هنگامی که سعدی به آذربایجان سفر کرده، با همام نیز دیدار داشته است. شماری از غزلیات او بر مبنای غزل‌هایی از سعدی، بر همان وزن و قافیه و ردیف سروده شده‌اند. همام سعدی را در زمره بزرگ‌ترین غزل‌سرایان عاشقانه دانسته و از سبک و لحن او تقلید می‌کرد. اشعار همام همانند سعدی بیشتر بر موضوع عشق تمرکز دارد. مجاز (عشق رمانتیک انسانی) و به ویژه حقیقی (عشق الهی). همام بر بیشتر غزلیات و قصیده‌های سعدی پاسخی سروده است. به همین دلیل است که بعدها از همام با عنوان «سعدی آذربایجان» یاد شده است.
در سال ۱۳۵۰ مورخی به نام رشید ایوادی، یک تصحیح متون بر دیوان همام نوشت که شامل ۲۲۰ غزل و در نتیجه حدود ۳۹۴۴ دوبیتی است که ۱۶۵ بیت آن به زبان عربی است. دیوان با پنج غزل شروع می‌شود، سپس قصیده، و سپس شعری در مدح پیامبر اسلام محمد، و سپس با اشعار مختلفی در مدح سیاستمداران و حاکمان برجسته قلمرو ایلخانی، مانند شمس‌الدین جوینی، رشیدالدین همدانی، سلطان تگودار، و سلطان اولجایتو ادامه می‌یابد. همام همچنین قصیده‌های بسیاری را به افتخار چندین مرشد صوفی سروده است.
همام دو مثنوی سروده است. اولین مثنوی به نام صحبت‌نامه، رساله‌ای در مورد عشق بود که در اواسط دهه ۴۰ زندگی‌اش سرودن آن به پایان رسید. دومی کتاب مثنویات نام دارد که در سال‌های پایانی عمرش آن را به پایان رساند. این دومی بر همان وزن منظومه تأثیرگذار حدیقةالحقیقه (الهی‌نامه) سنایی غزنوی سروده شده است.
یکی از غزلیات همام به دو زبان درهم‌آمیخته سروده شده است که به گفته ایران‌شناس معاصر، احسان یارشاطر، آمیخته‌ای از زبان فارسی و زبان آذری قدیم، یکی از زبان‌های ایرانی بومی خطه آذربایجان بوده است.

## میراث

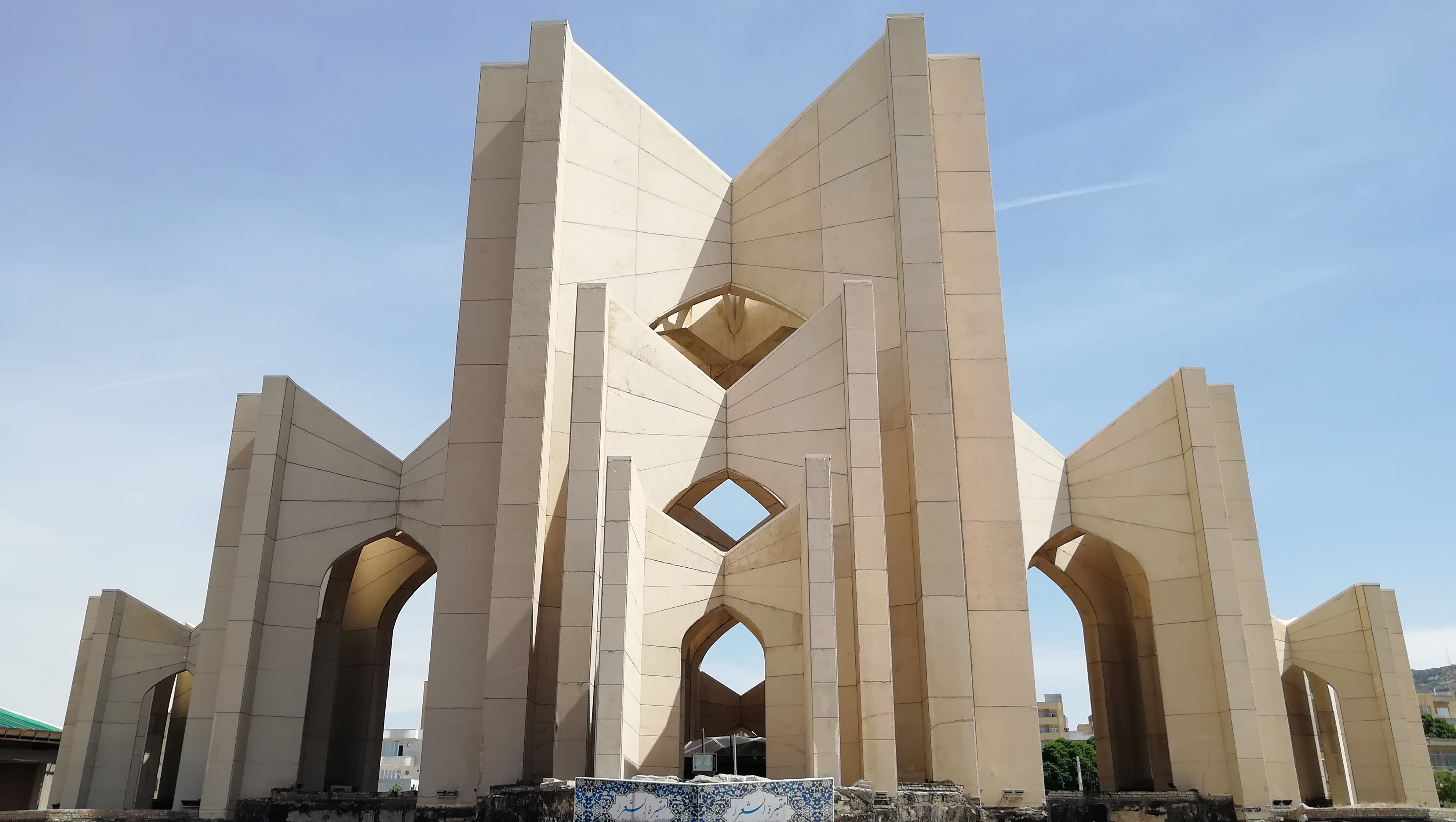
آرامگاه همام تبریزی در مقبره‌الشعرای تبریز

ریچارد فرای، ایران‌شناس و تاریخ‌نگار آمریکایی، همام را در زمره «بهترین نویسندگان و شاعران فارسی کلاسیک فارسی» قرار داد که خطه آذربایجان تولید کرده است. لئونارد لویسون او را به واسطه اشعار، آموزه‌ها، پرهیزکاری و معنویت صوفیانه‌اش یکی از برجسته‌ترین شخصیت‌های زمانه خود می‌نامد. به گفته مورخ معاصر ذبیح‌الله صفا، همام علیرغم تأثیرپذیری شدید از غزلیات سعدی، سبک اصیل و شیرین خود را دارد؛ ابداع موضوعی او جذاب و با طراوت است و در هنر شعر به درجات بالایی رسیده است.»
در مثنوی عشاق‌نامه اثر عبید زاکانی، او همام تبریزی را یکی از بزرگ‌ترین استادان می‌نامد. شاعران دیگری مانند حافظ شیرازی و کمال خجندی نیز با استناد به اشعار همام او را ستودند و محمد شیرین مغربی تبریزی در هفت غزل از سبک او تقلید کرد. امیرخسرو دهلوی همام را در کنار سعدی «تنها استادان تمام‌عیار غزل فارسی» می‌دانست.